# Hélène Antonopoulos
Hélène Antonopoulos, nascuda el 6 de setembre de 1891 a Trieste, en una família d'origen grec, i morta el 1944, va ser una sociòloga del treball i professora a la Universitat Lliure de Brussel·les. Es va centrar especialment en la recerca del treball de les dones. Va estudiar en escoles privades a Viena, primer, i després a Atenes, abans de matricular-se a la ULB, el 1911. Prop de 30 anys després de l'afer Marie Popelin, va ser de les primeres estudiants a fer-hi carrera com a investigadora i professora. A la Universitat Lliure de Brussel·les, Hélène Antonopoulos es va llicenciar en ciències polítiques i administratives i va fer un doctorat, el 1921, que es va centrar en la legislació protectora del treball. Seguidament, esdevindrà investigadora a l'Institut de Sociologie (Biblioteca Solvay), encarregada de curs des de 1934 i el 1936 professora extraordinària.
Va mostrar un gran interès pel rol social i el treball de les dones, així com pel feminisme i pel moviment sindical belga i internacional. A més de la seva carrera acadèmica, Hélène Antonopoulos es va comprometre políticament. D'idees liberals, va fundar, amb altres membres, el Secrétariat des Oeuvres sociales de la Fédération nationale des femmes libérales. També es va adherir al Conseil National des Femmes Belges, del qual va ser vicepresidenta de la comissió de migració, ja que era d'origen grec.
Durant la Segona Guerra Mundial va formar part de la resistència, al costat d'altres antigues estudiants de la ULB, com ara Marguerite Bervoets. Va ser arrestada i interrogada diverses vegades per la Gestapo. Va morir a la fi de la Guerra, el 1944.